# Palirisa burmanica
Palirisa burmanica är en fjärilsart som beskrevs av Embrik Strand 1924. Palirisa burmanica ingår i släktet Palirisa och familjen Eupterotidae. Inga underarter finns listade i Catalogue of Life.